# Victor Kolbe
Victor Kolbe (* 4. Oktober 1809 in Anklam; † 18. Oktober 1888 in Pritzlow) war Rittergutsbesitzer, Jurist und Mitglied des Deutschen Reichstags.

## Leben
Kolbe besuchte das Progymnasium in Anklam und das Gymnasium in Stettin. Er studierte Rechtswissenschaften in Heidelberg und Berlin. Die praktische juristische Ausbildung absolvierte er beim Appellationsgericht Stettin als Assessor bis 1849, dann war er Kreisrichter beim dortigen Kreisgericht bis 1856. Er schied anschließend aus dem Justizdienst, um den ererbten Grundbesitz in Pritzlow zu verwalten. Daneben war er Mitglied des Kreistages und Kreisausschusses des Kreises Randow, stellvertretendes Mitglied des Bezirksverwaltungsgerichts Stettin und des Provinzialbezirksrats. Von 1850 bis 1851 war er Mitglied der damaligen Ersten Kammer des Preußischen Landtags für die Stadt Stettin.
Von 1874 bis 1878 war er Mitglied des Deutschen Reichstags für den Wahlkreis Stettin 3 (Randow, Greifenhagen) und die Nationalliberale Partei.